# Xã Bowling Green, Quận Pettis, Missouri
Xã Bowling Green (tiếng Anh: Bowling Green Township) là một xã thuộc quận Pettis, tiểu bang Missouri, Hoa Kỳ. Năm 2010, dân số của xã này là 1.003 người.